# دنیاگیری کووید-۱۹ در سوئیس
شیوع ۲۰–۲۰۱۹ کروناویروس در سوئیس در تاریخ ۲۵ فوریه ۲۰۲۰ پس از شیوع کروناویروس در ایتالیا تأیید شد. اولین مورد تأیید شده آن، مرد ۷۰ ساله اهل کانتون تیچینو که به تازگی به میلان سفر کرده بود.
تا تاریخ ۹ مارس ۲۰۲۰، ۳۷۴ مورد تأیید شده از ابتلا به کروناویروس اعلام شد.